# Куйганський сільський округ (Балхаський район)
Куйга́нський сільський округ (каз. Құйған ауылдық округі, рос. Куйганский сельский округ) — адміністративна одиниця у складі Балхаського району Алматинської області Казахстану. Адміністративний центр — село Куйган.
Населення — 1135 осіб (2021; 1423 у 2009, 1515 у 1999, 1486 у 1989).
Станом на 1989 рік існувала Сарикомейська сільська рада (села Караозек, Куйган) колишнього Куртинського району.

## Склад
До складу округу входять такі населені пункти:
| Населений пункт | Стара назва | Населення, осіб (1989) | Населення, осіб (1999) | Населення, осіб (2009) | Населення, осіб (2021) |
| --------------- | ----------- | ---------------------- | ---------------------- | ---------------------- | ---------------------- |
| Караозек, село  | -           | 218                    | 129                    | 67                     | 76                     |
| Куйган, село    | -           | 1268                   | 1386                   | 1356                   | 1059                   |